# Lactamisation
La lactamisation est une cyclisation par formation d'une liaison amide intramoléculaire.
Exemple : la déshydratation que subit à chaud l'acide glutamique pour donner l'acide pyroglutamique.